# Broad Bay (Lewis)
Broad Bay, schottisch-gälisch: Loch a Tuath („Nordbucht“), ist eine Meeresbucht an der Ostküste der schottischen Hebrideninsel Lewis and Harris. Als Teil von Lewis, dem Nordteil der Doppelinsel, gehörte sie historisch zur traditionellen Grafschaft Ross-shire beziehungsweise nach der Einführung von Verwaltungsgrafschaften zu Ross and Cromarty.

## Geographie
Die Broad Bay liegt an der Schottischen See, konkret an der Meeresstraße The Minch, welche die Äußeren Hebriden von den Highlands trennt. Sie tritt an der Ostküste von Lewis and Harris in südwestlicher Richtung in die Landmasse ein. Die Einfahrt in die Bucht zwischen den Kaps Tiumpan Head auf der Halbinsel Eye im Süden und Tolsta Head bei North Tolsta im Norden ist neun Kilometer weit. Die 14 Kilometer weit in die Landmasse eintretende Bucht verjüngt sich bis zu einer Weite von etwa 2,6 Kilometern nahe ihres Kopfes, an dem der Bach Laxdale einmündet. In der Broad Bay befinden sich keine wesentlichen Inseln. Groome vermerkte ein unter Wasser befindliches Riff, welches die Passage für nicht ortskundige Schiffer gefährlich macht. Auf der Seekarte von 1849 ist jedoch keine konkrete Untiefe verzeichnet. Einzig ein als Maciver Rock bezeichneter Fels in Nähe des Kopfes ist verzeichnet.
Entlang seiner Ufer erstrecken sich zahlreiche Ortschaften, von denen es sich bei den meisten um Weiler handelt. Im Norden am Tolsta Head beginnend sind dies Glen Tolsta, Gress, Vatisker, Breivig, Coll, Aird of Tong, Tong, Melbost sowie auf Eye Aignish, Garrabost, Shulishader und Portnaguran. Stornoway, der Hauptort von Lewis, liegt drei Kilometer abseits des Kopfes der Bucht. Der Stornoway Airport erstreckt sich entlang des Strandes am Kopf der Broad Bay. In die Broad Bay münden neben dem Laxay zahlreiche weitere, kleine Bäche. Aufgrund ihrer Länge sind der Gress sowie der Coll zu nennen.

## Umgebung
Entlang der Ufer der Broad Bay finden sich zahlreiche Spuren historischer Besiedlung. Als denkmalgeschützt hervorzuheben sind zwei Cairns, zwei Souterrains, ein Dun sowie die Reste der vermutlich auf das 14. Jahrhundert zurückgehenden St Columba’s Church.
Entlang beider Küste verlaufen befestigte Straßen. Die in Stornoway von der A857 abzweigende B895 erschließt die Ortschaften bis New Tolsta, wo sie an der Gary Bridge endet. Die aus Stornoway kommende A866 bindet hingegen die Ortschaften entlang der Nordküste Eyes bis Broker an.